# 愛南町立御荘中学校
愛南町立御荘中学校（あいなんちょうりつみしょうちゅうがっこう）は、愛媛県南宇和郡愛南町にある公立中学校。

## 沿革
- 1947年（昭和22年） - 御荘町立御荘中学校開校
- 2004年（平成16年） - 愛南町立御荘中学校と改称

## 部活動
- 音楽部 - 合唱と吹奏楽を行う。NHK全国学校音楽コンクールなどで優秀な成績を収めている。
- ソフトテニス部 - 男女
- 相撲部 - 平成26年度全国中学校相撲選手権大会出場（愛媛県勢として2年連続の団体3位）

## 著名な出身者
- 和田映子 - 元競泳選手。1956年メルボルン・1960年ローマオリンピック日本代表